# Philonthus politus
Philonthus politus är en skalbaggsart som först beskrevs av Carl von Linné 1758.  Philonthus politus ingår i släktet Philonthus, och familjen kortvingar. Arten är reproducerande i Sverige.